# Bernd Kohlweyer

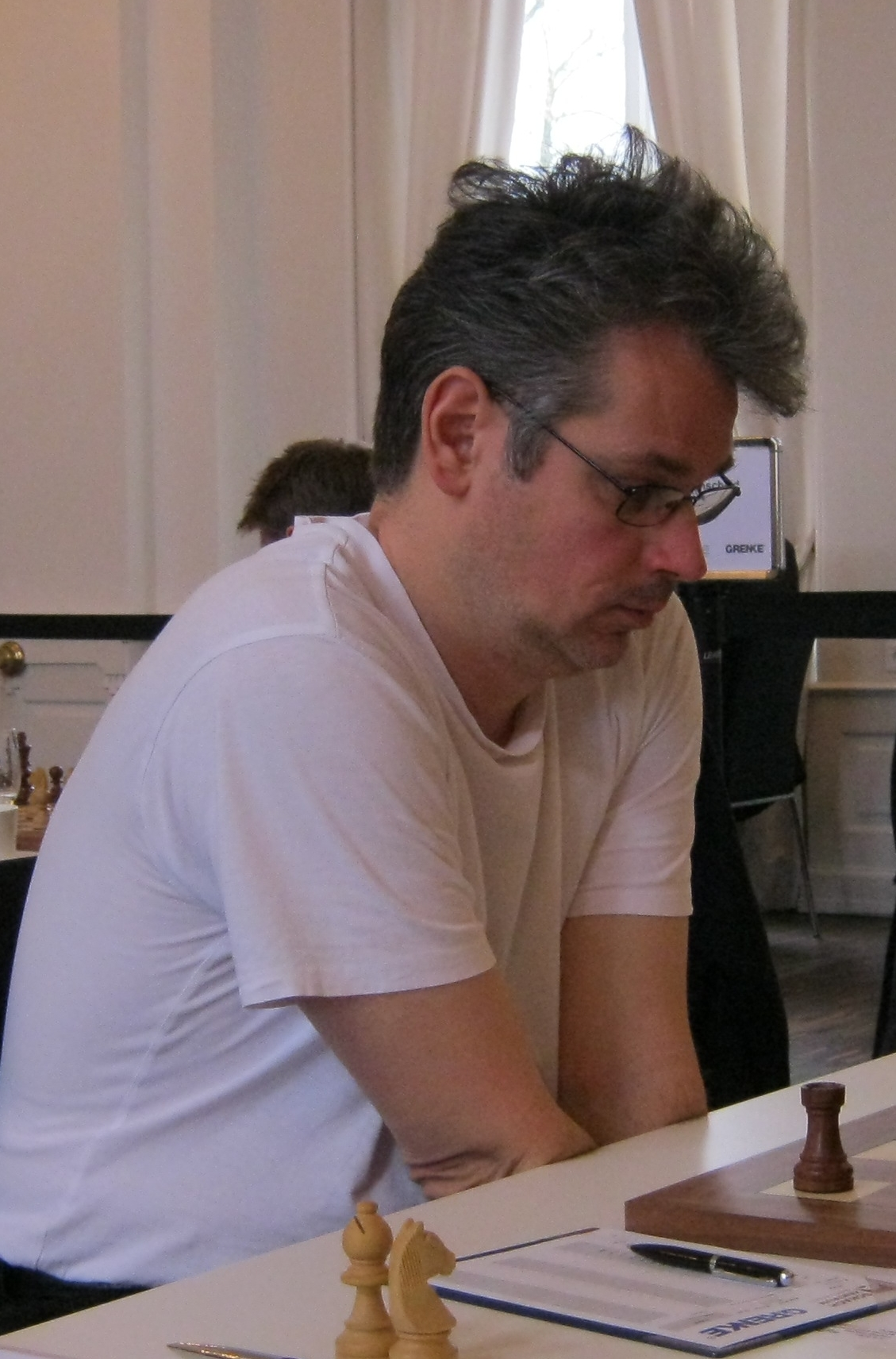
Bernd Kohlweyer in 2011

Bernd Kohlweyer (7 december 1964) is een Duitse schaker. Hij is een internationaal meester (IM) met FIDE-rating 2319 in 2019. 
Van 6 t/m 13 augustus 2005 speelde hij mee in het Hogeschool Zeeland schaaktoernooi te Vlissingen en eindigde daar na de tie-break op de negende plaats met 7 punt uit negen ronden. Het toernooi werd met 7.5 punt gewonnen door Friso Nijboer. 
In maart 2013 won hij het Zwols Weekend Toernooi.

## Externe koppelingen
- (en)   Informatie over schaakpartijen van Bernd Kohlweyer op ChessGames.com
- (en)   Informatie over schaakpartijen van Bernd Kohlweyer op 365chess.com
- (en)  FIDE-ratinggegevens voor Bernd Kohlweyer